# Tetrapleurodon
Tetrapleurodon – rodzaj słodkowodnych minogów z rodziny minogowatych (Petromyzontidae). Gatunki zaliczane do tego rodzaju są endemitami Meksyku.

## Klasyfikacja
Gatunki zaliczane do tego rodzaju:
- Tetrapleurodon geminis
- Tetrapleurodon spadiceus

Gatunkiem typowym rodzaju jest Lampetra spadicea (T. spadicea).